# Shameik Moore
 (mars 2019).
Si vous disposez d'ouvrages ou d'articles de référence ou si vous connaissez des sites web de qualité traitant du thème abordé ici, merci de compléter l'article en donnant les références utiles à sa vérifiabilité et en les liant à la section « Notes et références ».
Shameik Moore est un chanteur et acteur américain d'origine jamaïcaine né le 4 mai 1995 à Atlanta (États-Unis). En 2015 il joue dans le film Dope, puis en 2016 dans la série The Get Down.

## Filmographie sélective

### Cinéma
- 2015 : Dope de Rick Famuyiwa : Malcolm
- 2018 : Spider-Man: New Generation (Spider-Man: Into the Spider-Verse) de Peter Ramsey, Bob Persichetti et Rodney Rothman : Spider-Man / Miles Morales (voix)
- 2018 : Pretenders de James Franco : Phil
- 2019 : Flocons d'amour : Stuart
- 2020 : Cut Throat City de RZA : Blink
- 2023 : Spider-Man: Across the Spider-Verse de Joaquim Dos Santos, Kemp Powers et Justin K. Thompson : Spider-Man / Miles Morales (voix)
- 2024 : Spider-Man: Beyond the Spider-Verse de Joaquim Dos Santos, Kemp Powers et Justin K. Thompson : Spider-Man / Miles Morales (voix)
- 2025 : One Spoon of Chocolate de RZA : Unique

### Télévision
- 2011 : Tyler Perry's House of Payne - 1 épisode : Dante
- 2011 : Reed Between the Lines - 1 épisode : Blake
- 2012-2013 : Incredible Crew
- 2016-2017 : The Get Down - 11 épisodes : Shaolin Fantastic
- 2019-2023 : Wu-Tang: An American Saga (série TV) : Raekwon